# Koripallon miesten SM-sarjakausi 1989-1990
La Koripallon miesten SM-sarjakausi 1989-1990 è stata la 50ª edizione del massimo campionato finlandese di pallacanestro maschile. La vittoria finale è stata ad appannaggio dello UU-Korihait.

## Risultati

### Stagione regolare
|     | Squadra           | G  | V  | P  | PF   | PS   | Pt. | Qualificazione             |
| --- | ----------------- | -- | -- | -- | ---- | ---- | --- | -------------------------- |
| 1.  | KTP-Basket        | 18 | 14 | 4  | 1626 | 1403 | 28  | girone finale              |
| 2.  | Helsingin NMKY    | 18 | 14 | 4  | 1586 | 1374 | 28  | girone finale              |
| 3.  | UU-Korihait       | 18 | 12 | 6  | 1527 | 1691 | 24  | girone finale              |
| 4.  | Forssan Koripojat | 18 | 11 | 7  | 1624 | 1585 | 22  | girone finale              |
| 5.  | Turun NMKY        | 18 | 8  | 10 | 1425 | 1450 | 16  | girone finale              |
| 6.  | Espoon Honka      | 18 | 8  | 10 | 1323 | 1467 | 16  | girone finale              |
| 7.  | HoNsU             | 18 | 8  | 10 | 1461 | 1427 | 16  | girone finale              |
| 8.  | ToPo Helsinki     | 18 | 7  | 11 | 1445 | 1476 | 14  | girone finale              |
| 9.  | Pantterit         | 18 | 7  | 11 | 1417 | 1399 | 14  |                            |
| 10. | Salon Palloilijat | 18 | 1  | 17 | 1293 | 1783 | 2   | retrocessa in I-divisioona |

### Girone finale
|    | Squadra           | G  | V  | P  | PF   | PS   | Pt. | Qualificazione |
| -- | ----------------- | -- | -- | -- | ---- | ---- | --- | -------------- |
| 1. | KTP-Basket        | 32 | 24 | 8  | 2983 | 2561 | 48  | playoff        |
| 2. | Helsingin NMKY    | 32 | 23 | 9  | 2773 | 2530 | 46  | playoff        |
| 3. | UU-Korihait       | 32 | 21 | 11 | 3025 | 2809 | 42  | playoff        |
| 4. | HoNsU             | 32 | 16 | 16 | 2784 | 2728 | 32  | playoff        |
| 5. | Espoon Honka      | 32 | 15 | 17 | 2488 | 2683 | 30  |                |
| 6. | Turun NMKY        | 32 | 15 | 17 | 2619 | 2628 | 30  |                |
| 7. | Forssan Koripojat | 32 | 14 | 18 | 2847 | 2957 | 28  |                |
| 8. | ToPo Helsinki     | 32 | 10 | 22 | 2607 | 2758 | 20  |                |

## Playoff
|  | Semifinali | Semifinali     | Semifinali |             |    | Finale     | Finale | Finale |  |
|  |            |                |            |             |    |            |        |        |  |
|  | 1.         | KTP-Basket     | 3          |             |    |            |        |        |  |
|  | 1.         | KTP-Basket     | 3          |             |    |            |        |        |  |
|  | 4.         | HoNsU          | 1          |             |    |            |        |        |  |
|  | 4.         | HoNsU          | 1          |             | 1. | KTP-Basket | 1      |        |  |
|  |            |                |            |             | 1. | KTP-Basket | 1      |        |  |
|  |            |                | 3.         | UU-Korihait | 3  |            |        |        |  |
|  | 2.         | Helsingin NMKY | 3.         | UU-Korihait | 3  | 0          |        |        |  |
|  | 2.         | Helsingin NMKY |            |             |    |            |        |        |  |
|  | 3.         | UU-Korihait    | 3          |             |    |            |        |        |  |

| Koripallon miesten SM-sarjakausi 1989-1990 |
| ------------------------------------------ |
| UU-Korihait 1º titolo                      |

## Premi e riconoscimenti
- MVP stagione regolare:  Petteri Nieminen, UU-Korihait
- Allenatore dell'anno:  Jyrki Suhonen, Espoon Honka
- Miglior giovane:  Aleksi Wuorenjuuri, Espoon Honka
- Miglior arbitro:  Carl Jungebrand